# Margarete Jessernigg
Margarete Jessernigg geborene Stark (* 10. Mai 1907 in Hirschwang an der Rax; † 23. Dezember 1944 in Graz) war eine österreichische kommunistische Widerstandskämpferin und Opfer der NS-Justiz.

## Leben
Margarete Jessernigg war Hausgehilfin und hatte zwei Töchter Margarete, geboren 1927 und Karoline, geboren 1930. Sie leitete zusammen mit ihrer Freundin Maria Peskoller eine  Widerstandsgruppe, zu der auch Rosa Eberhard, Valentin Clementin und Milan Jelič gehörten. Im Spätsommer 1944 gelang es ihnen, eine in Waldbunkern in der Gegend von Villach lebende Partisanengruppe aufzubauen, zu der auch die Wehrmachtsdeserteure Erich Ranacher, Josef Ribitsch, Heinrich Brunner und die drei entflohenen russischen Zwangsarbeiter Wasil Gollobin, Juan Sirokin und Michael Kassulin gehörten. Die Gruppe wurde von den Nationalsozialisten als „Treffner Bande“ bezeichnet und operierte vor allem im Gegendtal in Oberkärnten. Ab Mitte November 1944 gelang es der Gestapo, nach und nach die gesamte Gruppe festzunehmen. Margarete Jessernigg wurde am 11. November 1944 zusammen mit ihren beiden Töchtern von der Gestapo verhaftet und in der Untersuchungshaft in Villach laut Aussage ihrer Tochter Margarete vom Villacher Gestapobeamten Glatz während der Vernehmung misshandelt. Einige Tage später lieferte man sie mit ihrer Tochter Margarete in das Landesgerichtsgefängnis in Klagenfurt ein, ihre jüngere Tochter Karoline wurde freigelassen. Am 17. und 18. November 1944 wurden ihr, ihrer Tochter Margarete und anderen Mitgliedern der Widerstandsgruppe vom Volksgerichtshof in Klagenfurt unter dem Vorsitzenden Roland Freisler der Prozess gemacht und acht Angeklagte am 21. Dezember 1944 zum Tod verurteilt. In der Urteilsbegründung heißt es:
„Josef Ribitsch, Heinrich Brunner und Erich Ranacher haben als Bunkergemeinschaft kommunistischer Deserteurbanditen im 5. und 6. Kriegsjahr die ehrlich arbeitende Bevölkerung zusammen mit ausländischen Arbeitern raubend terrorisiert und auch das Leben eines anständigen Landwachtmannes auf dem Gewissen. Valentin Klementin und Milan Jelic haben ihnen Waffen und Munition geliefert.Frau Maria Peskoller, Frau Margarete Jesernigg und Frau Rosa Eberhard gaben ihnen die Basis in der Bevölkerung, ohne die sie ihre Verräterleben nicht hätten führen können. Frau Peskoller und Frau Jesernig liessen sie immer wieder bei sich schlafen, führten ihnen ausländische Arbeiter, darunter Russen, als Bandenmitglieder zu und halfen ihnen auch sonst. […] Sie alle haben sich dadurch volksverräterisch zu Handlangern unserer Kriegsfeinden gemacht. Für immer ehrlos werden sie mit dem Tode bestraft. […] Die 17-jährige Margarete Jesernigg, die keinen schlechten Eindruck machte, hat unter dem Einfluss ihrer Mutter den Banditen auch geringfügige Dienste geleistet. Dafür bekommt sie zwei Jahre Jugendgefängnis.“
Kurz vor ihrer Hinrichtung schrieb Margarete Jessernigg in ihrem Abschiedsbrief:
„Meine liebsten Kinderlein!
heute den 23. Dezember muß ich Euch mein trauriges Schicksal mitteilen, daß ich meinen letzten Tag habe. Heute wird das Todesurteil vollstreckt. Liebe Kinder, mein letzter Wunsch ist, dass die Großmutter eine Wohnung bekommt und meine Sachen nimmt und mit Euch liebe Kinder zusammengeht. Wegen der Möbel das müsst ihr regeln. Ihr wisst ja was uns gehört. Liebste Kinder, bitte seid recht brav, daß Ihr ein besseres Leben habt als ich. Folgt der lieben Großmutter, dass Ihr sie lange habt. Ihr wisst ja, das Ihr jetzt Weisen seid. Und betet für Eure lieben Eltern. Die letzten Grüße von Eurer Mutter“
Margarete Jessernigg wurde am 23. Dezember 1944 im Landesgericht Graz hingerichtet und ihre sterblichen Überreste in einem anonymen Grab im Grazer Zentralfriedhof beerdigt. Ihre Tochter Margarete wurde nicht in ein Jugendgefängnis eingeliefert, sondern blieb bis zum 5. Mai 1945 in Klagenfurt in Gestapohaft.

## Gedenken
1949 stellte die Villacher KPÖ einen Antrag für eine Gedenktafel für die hingerichteten Villacher Widerstandskämpfer und Kämpferinnen, der im Villacher Gemeinderat mehrheitlich abgelehnt wurde.
1999 wurde vom Verein „Erinnern Villach“ ein Denkmal für die NS-Opfer des Bezirks Villach enthüllt, darunter auch Margarete Jessernigg. Die Glastafeln des Denkmals wurden bisher 14 Mal mutwillig zerstört und mussten jedes Mal erneuert werden.
2013 wurde vor dem Landesgericht Kärnten in Klagenfurt ein Denkmal aus einem 2,30 Meter hohen Serpentinstein errichtet, der ein Fallbeil darstellen soll, darunter auch der Name von Margarete Jessernigg.
Am 1. November 2014 wurde im ehemaligen Hinrichtungsraum der Justizanstalt Graz die ursprünglichen Tafel mit fehlerhaften Inschriften gegen eine neue, um zahlreiche Personen erweiterte Tafel ausgetauscht. Auf der neuen Tafel ist der Name von Margarete Jessernigg eingraviert.